# Torstein Landström
Per-Gunnar Torstein Landström-Wallmo, född 20 november 1941, är en svensk konstnär, formgivare, illustratör och flygentusiast.
Landström tog examen från Konstindustriskolan i Göteborg 1966, numera Högskolan för Design och Konsthantverk. Förutom ett aktivt konstnärskap har han också undervisat i teckning och målning på Grennaskolan och ABF.
På senare år har han formgivit ett antal utställningar i Gränna, Vadstena och Jönköping; 
Gränna jubileumsutställning, Andrées 80-tal, AndréeExpeditionen 100år, Global Challenge, SA Andrées Polarexpedition och En lokal Historia för att nämna några.
Längs med E4:an strax norr och söder om Gränna finns grevskapsskylten formgiven av honom.
Torstein Landström har haft ett livslångt intresse för flyg och ballonger. Han har certifikat i ballong, fallskärm, segelflyg och ultralätt flyg. Den 26 augusti 1974 satte han tillsammans med Axel Madsen inofficiellt höjdrekord med varmluftsballong. En sedan länge aktiv i Svensk Flyghistorisk Förening tilldelas han 1999 Söderbergplaketten för sina gärningar.
Hans illustrationer av flygplan finns att återfinna i bland annat Flygets årsbok, Air International, J30 Mosquito, Torpedflyget i Sverige, Arméflygets historia och Kronmärkt.
Torstein Landström har även illustrerat och gett ut serietidningen Andrées Polarexpedition 1896 och illustrerat  Arthur Conan Doyles Det försvunna barnet. Landström är representerad vid Flygvapenmuseum